# Organisme de décentralisation régionale de Gorizia
L'organisme de décentralisation régionale de Gorizia (en italien : Ente di decentramento regionale di Gorizia) est une subdivision administrative située dans la région autonome du Frioul-Vénétie Julienne, en Italie, dont le siège est à Gorizia.

## Géographie
Son territoire s'étend sur 466 km2 à l'extrémité orientale de la région. Il est limitrophe de l'organisme de décentralisation régionale d'Udine à l'ouest, de celui de Trieste au sud-est, frontalier de la Slovénie au nord et à l'est, et bordé par la mer Adriatique au sud.
Il regroupe les communes de Capriva del Friuli, Cormons, Doberdò del Lago, Dolegna del Collio, Farra d'Isonzo, Fogliano Redipuglia, Gorizia, Gradisca d'Isonzo, Grado, Mariano del Friuli, Medea, Monfalcone, Moraro, Mossa, Romans d'Isonzo, Ronchi dei Legionari, Sagrado, San Canzian d'Isonzo, San Floriano del Collio, San Lorenzo Isontino, San Pier d'Isonzo, Savogna d'Isonzo, Staranzano, Turriaco et Villesse.

## Histoire
L'organisme est créé le 1er juillet 2020 sur le même territoire que l'ancienne province de Gorizia, dissoute en 2017.